# Pierre Augustin Bernardin de Rosset de Rocozel de Fleury

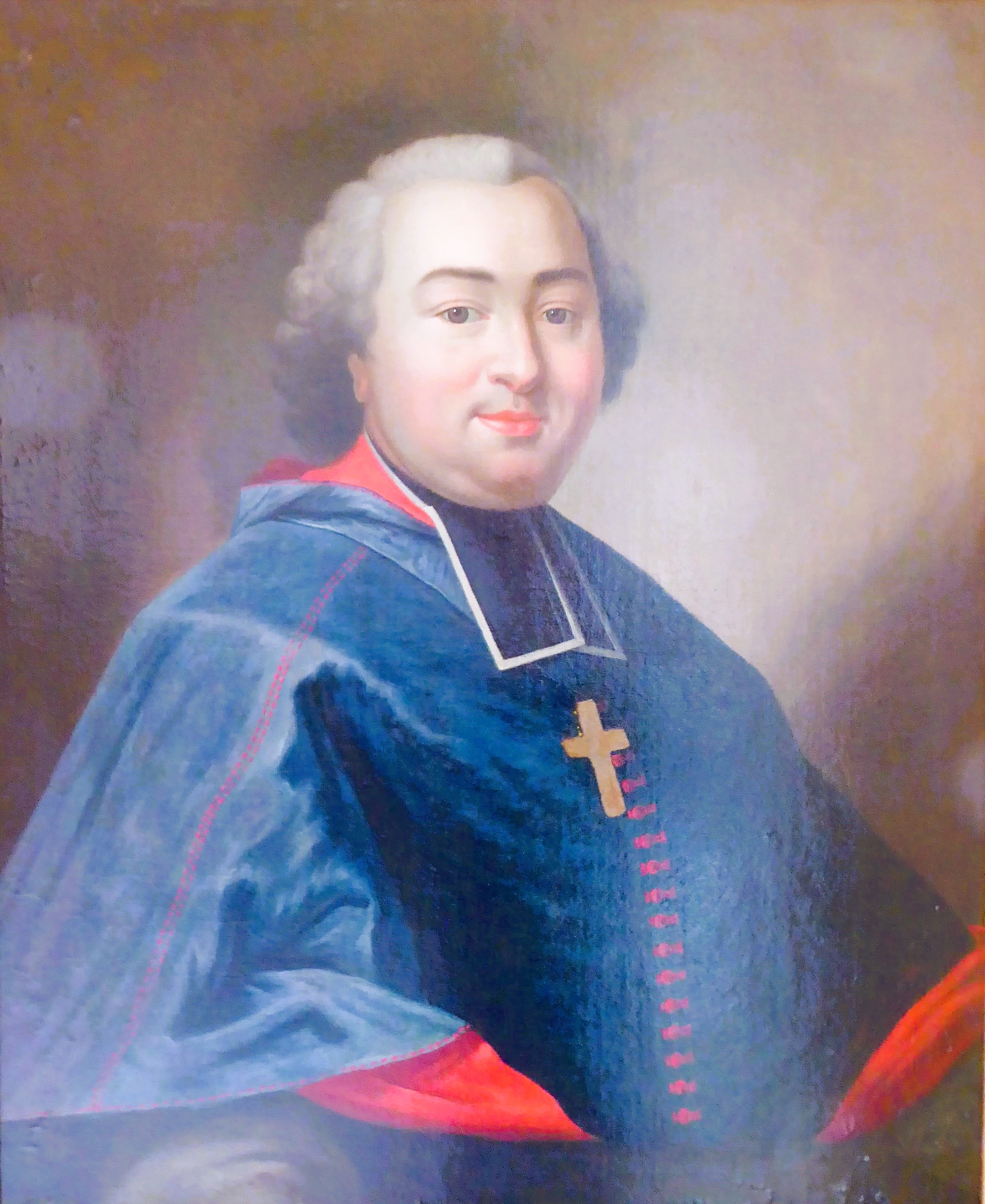
Porträt von Monseigneur de Fleury, Anonym, 18. Jahrhundert

Pierre-Augustin-Bernardin de Rosset de Rocozel de Fleury (* 3. Mai 1717 auf Schloss Pérignan; † 13. Januar 1780 im Tuilerienpalast) aus der Familie Rosset de Rocozel war ein französischer Prälat. Er war Bischof von Chartres sowie Beichtvater (Aumônier) der Königinnen Maria Leszczyńska und Marie-Antoinette.

## Leben
Er wurde als zweiter Sohn von Jean Hercule de Rosset de Rocozel und Marie de Rey und als Enkel von Bernardin de Rosset de Rocozel und Marie de Fleury (Schwester des Kardinals André-Hercule de Fleury ) geboren. Er ist der Bruder von André Hercule de Rosset de Rocozel, Duc de Fleury, und Henri Marie Bernardin de Rosset de Rocozel (1718–1781), Erzbischof von Tours (1750–1775) und Erzbischof von Cambrai (1774–1781).
Wie sein Bruder war er für den geistlichen Stand vorgesehen. Er wurde anfangs Abbé de Rocozel genannt, ab 1736 dann – als sein Vater den Herzogstitel bekam – Abbé de Fleury. 1734 wurde er Abt von Longpont, 1737 Abt von Buzay und 1741 Generalvikar des Erzbischofs von Paris. Er studierte am Collège de la Marche in Paris und an der Sorbonne, die ihn 1742 zum Doktor der Theologie promovierte.
Im Januar 1743 wurde er Premier Aumônier de la Reine (Maria Leszczyńska). Am 19. Juni 1746 wurde er von Ludwig XV. zum Bischof von Chartres ernannt, am 19. September 1746 von Papst Benedikt XIV. in diesem Amt bestätigt und am 16. Oktober 1746 Nicolas de Saulx-Tavannes, Erzbischof von Rouen, zum Bischof geweiht; er setzte Louis Hector Honoré Maxime de Sabran (1739–1811) als Generalvikar seiner Diözese sowie als Großarchidiakon ein. 1774 wurde er Grand Aumônier der Königin Marie-Antoinette. Am 1. Januar 1778 wurde als Kommandeur in den Orden vom Heiligen Geist aufgenommen.
Während des strengen Winters 1751/52 spendete er sein Silbergeschirr der Münzanstalt zur Linderung der Not der Armen. In Chartres ließ er den Bischofspalast wieder aufbauen, der heute als Musée des Beaux-Arts dient.
Er starb am 13. Januar 1780 im Tuilerienpalast, wo er eine Wohnung hatte, und wurde im Familiengrab in der Kirche Saint-Louis-du-Louvre beigesetzt.